# Volsken

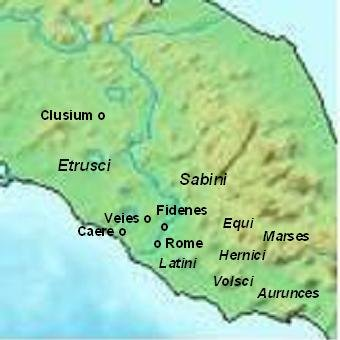
Kaart van de volkeren rond Rome in de 5e eeuw v.Chr.

De Volsken (ook wel Volsci genoemd) waren een Italisch volk uit de Oudheid, bekend van oorlogen met Rome van de 7e - 4e eeuw v.Chr..

## Geschiedenis
Zij bewoonden een groot deel van het zuidoosten van de huidige Italiaanse regio Lazio, een gebied dat deels heuvelachtig, deels moerassig was (Pontijnse moerassen) en stichtten onder meer Velletri, waar de familie van de Romeinse keizer Augustus vandaan kwam.
De Volsken spraken een taal van de Oskisch-Umbrische of Umbro-Sabellische groep, nauw verwant met het Umbrisch en Samnitisch en iets minder nauw met het Latijn. Ze bewoonden onder meer Satricum.
Zij waren vaak in oorlog met de Romeinen en Latijnen, vaak in bondgenootschap met de Aequi, terwijl hun andere buren, de Hernici, vanaf 486 v.Chr. de kant van Rome hadden gekozen. Een welvarende Volsk uit de stad Regillum of Inregilum, Appius Claudius Sabinus Inregillensis, wilde in de 6e eeuw vrede sluiten met Rome maar kon dat niet doorzetten. Daarop verhuisde hij met familie en gedienstigen (cliens) naar Rome waar hij een invloedrijk staatsman werd die het ook tegen de Volsken moest opnemen.
In de tweede helft van de 5e eeuw v.Chr. werd een groot deel van hun akkerland door Rome geannexeerd en met Romeinse en Latijnse kolonisten bevolkt. 
De Volsken zijn tijdens de laatste opstand van de Latijnen tegen Rome (ca. 340 v.Chr.) ook nog eenmaal in opstand gekomen. Daarna werden zij vermoedelijk geromaniseerd.